# Punia
Punia – wieś na Litwie, w okręgu olickim, w rejonie olickim, nad Niemnem, siedziba administracyjna gminy Punia. W 2011 roku liczyła 600 mieszkańców.

## Geografia
Punia leży 13 km na północ od Olity i 11 km na zachód od Butrymańcy. Od 1960 roku część wsi znajduje się w Punijskim Rezerwacie Przyrody, który ma powierzchnię 18,5 km². W jego skład wchodzi między innymi wzgórze zamkowe oraz stare lasy po obu stronach Niemna, które są pozostałością puszczy pierwotnej.

## Historia
Pierwsze wzmianki o miejscowości pochodzą z 1382 roku w kronikach Wiganda z Marburga, który wspomina o zamku na wzgórzu. W 1425 roku wielki książę litewski Witold Kiejstutowicz wybudował pierwszy kościół katolicki. Dzięki swojemu dogodnemu położeniu przy rzece stało się ważnym ośrodkiem, w 1502 roku miejscowość otrzymała prawa magdeburskie i na prawie 400 lat stała się miastem. Swój okres świetności miasto miało w XVII wieku, było znane w regionie z wyrobów garncarskich i kowalskich. W czasie potopu szwedzkiego miasto doznało wielu zniszczeń i zaczęło podupadać. W 1785 roku wybudowano ratusz. W XIX wieku w Punii zaczęli się osiedlać Żydzi, którzy doprowadzili do rozwoju handlu. Po pożarze w połowie XIX wieku postawiono murowany kościół. W 1866 roku liczba ludności przekroczyła tysiąc osób. W XX wieku na skutek wojen światowych miejscowość bardzo podupadła. W czasach panowania Związku Radzieckiego powstał w Punii kołchoz zmieniając zabudowę wsi. 
We wsi znajduje się 30-metrowe wzgórze zamkowe, według legendy miała tu miejsce w 1336 ważna bitwa między Wielkim Księstwem Litewskim a Zakonem Krzyżackim. Obrona zamku opisana została w poemacie Władysława Syrokomli Margier. Poemat z dziejów Litwy (1855). Zamek został odbudowany i istniał w różnych formach do XVIII wieku. Badania archeologiczne wskazują, że wzgórze było zamieszkałe od czasów paleolitu.